# Voies navigables des Grands Lacs

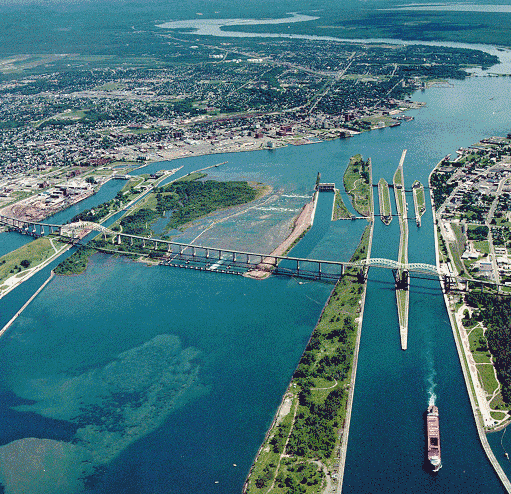
Les écluses du Sault entre le Lac Supérieur et la rivière Sainte-Marie

Les voies navigables des Grands Lacs forment un système de canaux permettant la navigation dans l'ensemble des Grands Lacs en Amérique du Nord. Les principaux ouvrages de génie civil de ces voies sont le canal Welland, permettant le contournement des chutes du Niagara entre le lac Ontario et le lac Érié, et les écluses du Sault entre le lac Supérieur et la rivière Sainte-Marie. Des chenaux permettent la navigation sur la rivière Sainte-Claire et la rivière Détroit entre le lac Huron et le lac Érié. Un brise-glace des garde-côtes des États-Unis maintient la navigabilité le plus clair de l'hiver bien que la navigation cesse pendant 2 à 3 mois chaque année.
Les voies navigables des Grands Lacs sont complétées par la voie maritime du Saint-Laurent qui permet la navigation sur le fleuve Saint-Laurent depuis Montréal jusqu'à Kingston en Ontario. Les voies navigables des Grands Lacs étant plus profondes et munies de plus grandes écluses que la voie maritime du Saint-Laurent, certains bateaux sont confinés dans les grands lacs car trop gros pour passer la voie maritime du Saint-Laurent et sortir sur l'océan.
Les voies navigables des Grands Lacs sont coadministrées par le Canada et les États-Unis.